# روبرت إي. تومسون (كاتب)
روبرت إي. تومسون (بالإنجليزية: Robert E. Thompson)‏ هو كاتب سيناريو أمريكي، ولد في 3 نوفمبر 1924 في لوس أنجلوس في الولايات المتحدة، وتوفي في 11 فبراير 2004 في سانتا مونيكا في الولايات المتحدة.

## وصلات خارجية
- روبرت إي. تومسون على موقع IMDb (الإنجليزية)
- روبرت إي. تومسون على موقع ألو سيني (الفرنسية)
- روبرت إي. تومسون على موقع أول موفي (الإنجليزية)
- روبرت إي. تومسون على موقع قاعدة بيانات الأفلام السويدية (السويدية)
- روبرت إي. تومسون على موقع قاعدة بيانات الأفلام السويدية (السويدية)
- روبرت إي. تومسون على موقع قاعدة بيانات الفيلم (الإنجليزية)
- روبرت إي. تومسون على موقع كينوبويسك (الروسية)